# Košir
Košir je 28. najbolj pogost priimek v Sloveniji, ki so ga po podatkih SURS-a na dan 31. decembra]] 2007 uporabljale 2.702 osebe,  na dan 1. januarja 2010 pa 2.724 oseb. 

## Znani nosilci priimka
- Adrijan Košir (*1965), geolog
- Alenka Košir (*1975), pravnica, prof. FU UL
- Aleš Košir (*1965), fotograf
- Alija Košir (1891—1973), medicinec histoembriolog, onkolog in akademik
- Aljeta Košir (*1935), medicinska sestra, predavateljica
- Alojzij Košir, podobar iz Ljubnega
- Ana Košir (*1970), slikarka, ilustratorka
- Andrej Košir, matematik, informatik, prof. FE UL
- Anže Košir - "Kljukec" (~1652–1697), legendarni ropar
- Borut Košir (*1954), teolog, cerkveni pravnik
- Boštjan Košir (*1948), gozdar, slikar, ilustrator, publicist
- Božo Košir (1913—1999), tekstilni/strojni inženir? (partizan, ekonomist?)
- Brane Košir (*1958), organist in izdelovalec orgel (Škofijska orglarska delavnica Maribor)
- Darijan Košir (*1964), novinar, urednik
- Dejan Košir (*1973), deskar na snegu
- Drago Košir (1921—2010), rezbar in kipar samouk
- Dušan Košir (1923—2010), meteorolog, športnik, planinec
- Fani Košir - Meta (1911—1988), publicistka, urednica, partizanka prvoborka
- Fedja Košir (1940—2024), arhitekt, urbanist in publicist, prof. FA, izr. član SAZU
- Fedor Košir (1908—1972), pravnik in planinski delavec
- Franc Košir (1931—1991), glasbenik trobentač in humorist
- Franc Košir (1942—2014), ekonomist, carinski strokovnjak in humanitarec
- France Košir (1906—1939), slikar
- Franja Koširjeva (Malenšek, por. Gulič) (1852-1927), Levstikova prijateljica, narodna delavka
- Gorazd Košir, kardiokirurg
- Igor Maksim Košir (*1946), TV in filmski režiser, prof. AGRFT, publicist
- Janez Košir, veteran vojne za Slovenijo
- Janko Košir, gospodarski publicist
- Jože(f) Košir (več oseb)
- Jožek Košir (*1945), jamar in rodoslovec, brat Mance Košir
- Jure Košir (*1972), alpski smučar
- Katarina Košir, dramaturginja
- Katja Košir (*1977), psihologinja, prof. UM
- Klemen Košir (*1962), gledališčnik (Jesenice)
- Klemen Košir (*1974), kuhar, publicist (knjig o kulinariki)
- Kristo Košir (1863—1962?), duhovnik, narodni delavec
- Lado Košir (*1951), industrijski oblikovalec
- Lovrenc Košir (1804—1879), poštni reformator
- Manca Košir (1948—2024), filmska igralka, novinarka, komunikologinja, univ. prof., publicistka
- Marko Košir (*1946), strojnik, načrtovalec vozil TAM, glasbeno-gladališki publicist in raziskovalec
- Marko Košir (*1964), častnik SV
- Martin Košir (1926—2016), politični delavec
- Matej Košir (*1974), slikar, fotograf
- Matevž Košir (*1964), zgodovinar, arhivist
- Matija Košir (1946—1970), alpinist
- Melita Košir, urednica otroške verske revije Mavrica
- Mirko Košir (1905—1951), publicist, prevajalec, revolucionar in politični obsojenec na Dachauskih procesih
- Mitja Košir (1945—2007), novinar, urednik (drug? = alpinist in publicist)?
- Mitja Košir (*1977), arhitekt, prof. FGG
- Narcisa Košir (*1942), stomatologinja
- Niko Košir (1919—2000), literarni zgodovinar italijanist in hispanist, pisatelj, prevajalec
- Pavel Košir (1878—1925), učitelj, etnografski zbiralec
- Pavla Košir - Luša (1914—2015), prof. matematike
- Pavla Košir (1942—2023), šahistka
- Pavle Košir (*1934), podjetnik, inovator > ZDA
- Renata Košir Pogačnik, ginekologinja
- Rok Košir (več oseb)
- Roman Košir, zdravnik travmatolog
- Sašo Košir, hokejist
- Silva Jurečič Košir (1920—2013), učiteljica, slikarka
- Stanislav Košir (*1947), surdopedagog, docent na Pedagoški fakulteti, Oddelek za specialno in rehabilitacijsko pedagogiko - v pokoju
- Stanko Košir (1917—2014), domoznanec-etnograf, leksikograf, publicist; tesar-minijaturist
- Suzana Košir, sociologinja (Mb)
- Štefanija (Štefka) Košir Petrić (1926—2018), akad. kiparka
- Tadej Košir, kitarist
- Tatjana Košir (*1938), amaterska igralka
- Tina Košir (*1982), televizijska voditeljica in publicistka
- Tit Košir, fotograf, fotoreporter
- Tomato Košir (*1978), grafični oblikovalec, vizualni komentator in tipograf
- Tomaž Košir (*1951), gospodarstvenik
- Tomaž Košir, hokejist
- Tomaž Košir (*1962), matematik, univ. prof.
- Tone Košir (*1937), zdravnik, publicist, zgodovinar-domoznanec
- Uroš Košir, arheolog
- Vida Košir, novinarka, časnikarka (ZDA)
- Vinko Košir (1904—1946//77?),
- Zoran Košir (*1963), glasbenik, kitarist, producent
- Žan Košir (*1984), deskar na snegu
- Živko Košir (1927—2020), gozdarski strokovnjak